# Hammam Debagh
Hammam Debagh là một đô thị thuộc tỉnh Guelma, Algérie. Dân số thời điểm năm 2002 là 13.412 người.